# Хонам (регион)
Хона́м — регион Кореи, отождествляемый с бывшей провинцией Чолладо на юго-западе Корейского полуострова. Теперь в Южной Корее. Сегодня термин относится к провинциям Чолла-Пукто, Чолла-Намдо, а также к городу прямого подчинения Кванджу. Пренебрежительное название этого региона — Чолладиа.
Название «Хонам» используется в названиях Хонамской железнодорожной ветки и Хонамского хайвея[уточнить], являющихся главными транспортными коридорами, связывающими Сеул и Тэджон с регионом Хонам. В Кванджу есть Университет Хонам.

## Экономика
Тяжёлое машиностроение и химическая промышленность (города Йосу и Кванъян), судостроительная компания в Йонаме. На западном побережье расположены порт Кунсан, порт Попсон и порт Мокпхо, а на южном побережье — порты Вандо, Йосу и Кванъян. Основные отрасли промышленности: пищевая, нефтяная, текстильная. Хонамская равнина (площадью примерно 3500 км²) используется для сельского хозяйства, в частности для рисоводства.